# جو أوينز
جو أوينز (بالإنجليزية: Joe Owens)‏ هو لاعب كرة قدم أمريكية أمريكي، ولد في 8 نوفمبر 1946 في كولومبيا في الولايات المتحدة، وتوفي في يونيو 2013.

## وصلات خارجية
- جو أوينز على موقع مرجع كرة القدم المحترفة.كوم (الإنجليزية)